# Revinson
Der Revinson ist ein Fluss in Frankreich, der im Département Côte-d’Or in der Region Bourgogne-Franche-Comté verläuft. Er entspringt an der Gemeindegrenze von Poiseul-la-Grange und Billy-lès-Chanceaux, entwässert generell in nordwestlicher Richtung durch eine gering besiedelte, landwirtschaftlich geprägte Gegend mit mehreren Farmen und mündet schließlich nach rund 17 Kilometern beim Ort Cosne im Gemeindegebiet von Quemigny-sur-Seine als rechter Nebenfluss in die Seine.

## Sehenswürdigkeiten
- Ferme de la Pothière, Gehöft aus dem 16. Jahrhundert im Gemeindegebiet von Étalante – Monument historique[3]